# Gonzalo de Borbón y Battenberg

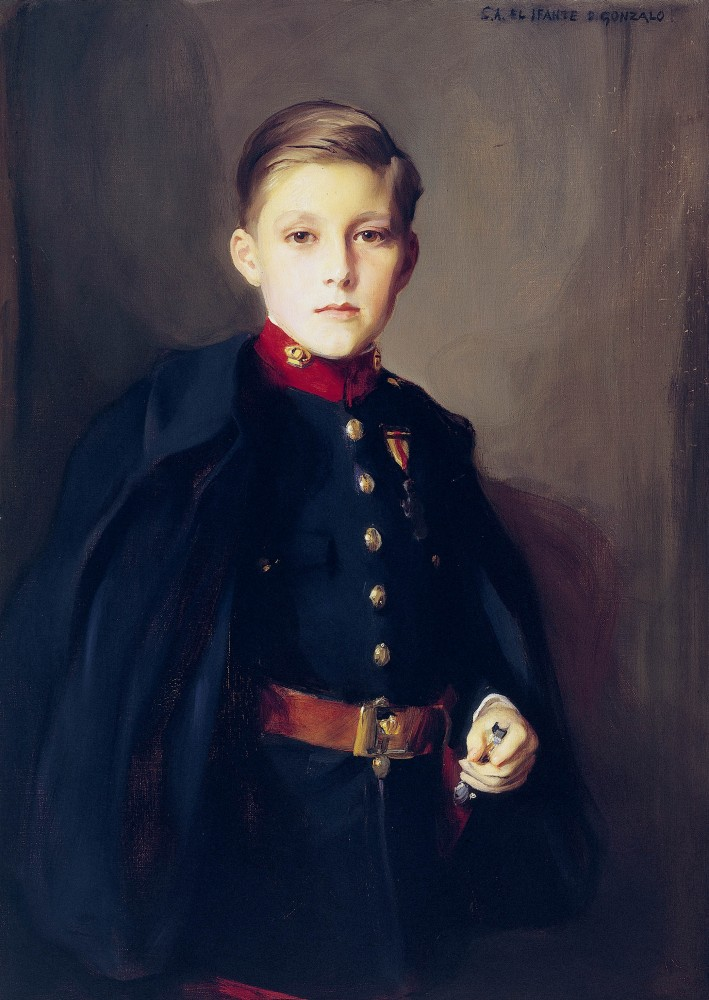
Gonzalo de Borbón y Battenberg, Porträt von Philip Alexius de László, 1927

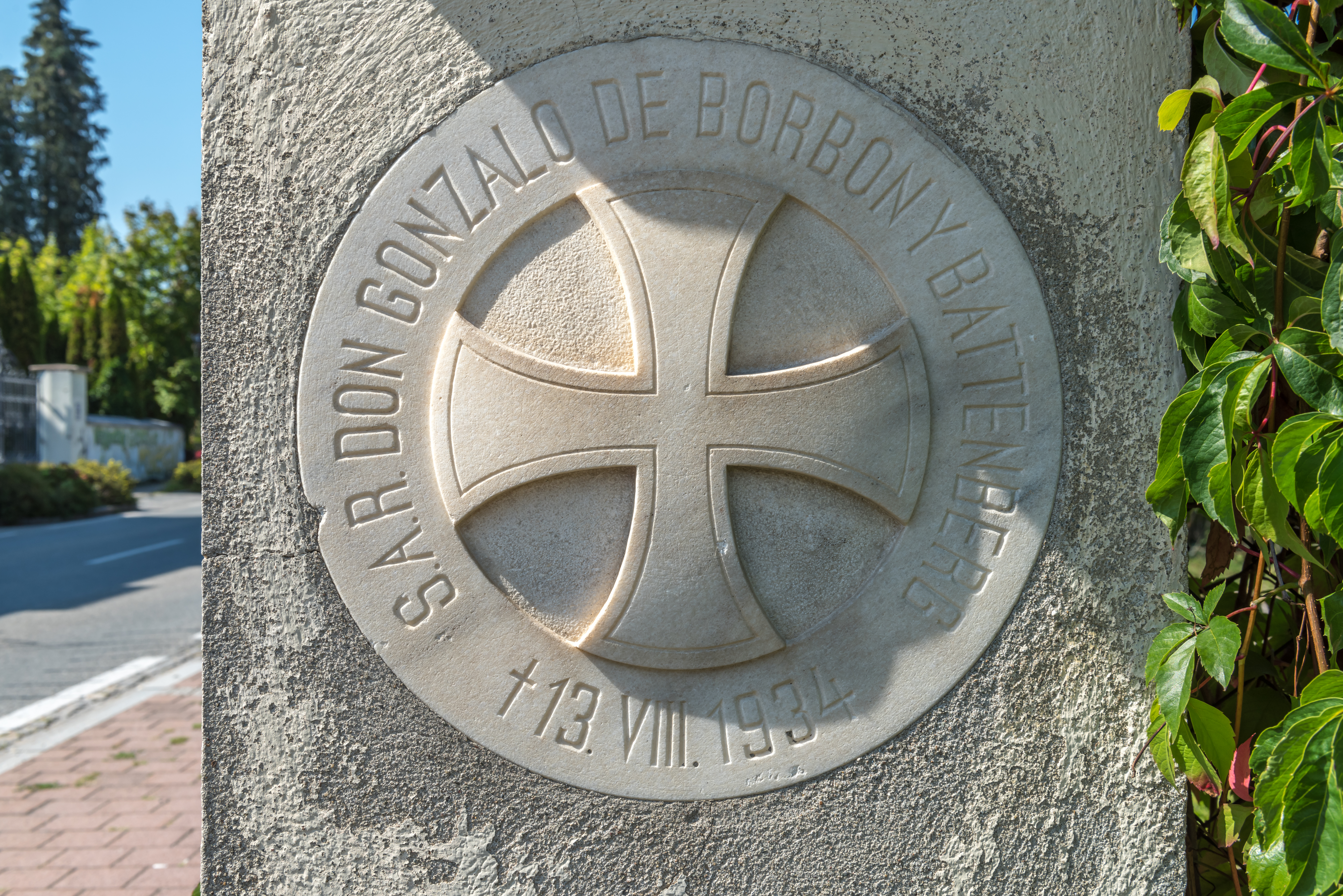
Gedenkstein in Krumpendorf am Wörther See

Don Gonzalo de Borbón y Battenberg, vollständiger Name Gonzalo Manuel Maria Bernardo Narciso Alfonso Mauricio de Borbón y Battenberg (* 24. Oktober 1914 in Madrid; † 13. August 1934 in Pörtschach am Wörther See) war Infant von Spanien und Onkel des späteren spanischen Königs Juan Carlos I., der allerdings erst vier Jahre nach Gonzalos Tod geboren wurde.

## Leben
Gonzalo war der fünfte Sohn von sieben Kindern des spanischen Königs Alfons XIII. (1886–1941) und seiner Frau Prinzessin Victoria Eugenia von Battenberg (1887–1969), Tochter des Prinzen Heinrich Moritz von Battenberg und dessen Ehefrau Prinzessin Beatrice von Großbritannien und Irland. Seine Großeltern väterlicherseits waren König Alfons XII. und dessen zweite Frau Erzherzogin Maria Christine von Österreich, Tochter Erzherzog Karl Ferdinands von Österreich. Gonzalo und sein ältester Bruder Alfons Pius (1907–1938) litten an Hämophilie, die ihnen ihre Mutter, eine Enkelin der britischen Königin Victoria, übertragen hatte. Sie war wie auch schon ihre Mutter Trägerin des defekten X-Chromosoms.
Am 14. April 1931 wurde in Madrid die Republik ausgerufen. Gonzalos Vater, König Alfons XIII., musste noch am selben Tag ohne formelle Abdankung (und nur mit der Kleidung, die er am Leib trug) das Land verlassen. Einen Tag später traten seine Ehefrau und seine sechs Kinder den Weg ins Exil an. Die königliche Familie ging zuerst nach Paris, von wo sich Alfons bald nach England begab und seine Familie im Hotel Savoy in Fontainebleau unterbrachte.
Nachdem Gonzalo sein Abitur bestanden hatte, studierte er 1933 Maschinenbau an der Katholischen Universität Löwen. Im August 1934 verbrachte er mit seinem Vater und einigen Geschwistern die Sommerferien in der Villa des Grafen Ladislaus Hoyos in Pörtschach am Wörther See. Am Abend des 12. August war er gemeinsam mit seiner Schwester Beatrice Isabel mit dem Auto von Klagenfurt nach Pörtschach unterwegs. Obwohl der Vater es strikt verboten hatte, lenkte sie den Wagen. In der Nähe von Krumpendorf am Wörthersee musste sie einem Radfahrer ausweichen, verriss dadurch den Wagen und fuhr gegen eine Mauer. Weder er noch seine Schwester schienen verletzt zu sein. Wenige Stunden später stellten Ärzte bei Gonzalo schwere Bauchblutungen fest, eine Operation konnte aufgrund seines schlechten Allgemeinzustands nicht vorgenommen werden. Am Morgen des folgenden Tages starb der erst 19-jährige Infant Gonzalo an inneren Verletzungen und wurde danach auf dem Friedhof von Pörtschach bestattet. 1985 wurde sein Leichnam nach Real Sitio de San Lorenzo de El Escorial umgebettet und ruht seither in Kapelle 2 des Pantheon der Infanten.
Infolge des Tods dieses jüngsten Sohn zerbrach die Ehe des Königspaares an zunehmender Entfremdung. Von den etlichen Affären mit anderen Frauen abgesehen, mit denen er mehrere außereheliche Kinder hatte, konnte ihm Victoria Eugenia nie verzeihen, dass er den ältesten, schwerkranken Sohn Alfonso wegen einer nicht standesgemäßen Ehe zum „Thronverzicht“ (des ohnehin nicht mehr existierenden spanischen Throns) gezwungen hatte.

## Titel und Auszeichnungen
- 1914–1934 Infant von Spanien
- 1927 Ritter des Orden vom Goldenen Vlies